# El Pangui
El Pangui, también conocida como San Francisco de El Pangui, es una ciudad ecuatoriana, cabecera cantonal del Cantón El Pangui, perteneciente a la Provincia de Zamora Chinchipe. Se localiza al sur de la región amazónica del Ecuador, a orillas del río Cayamatza. En el censo de 2022 tenía una población de 5340 habitantes, lo que la convierte en la centésima cuadragésima ciudad más poblada del país. Su nombre proviene del shuar pangui, que quiere decir boa. 

## Geografía
- Altitud: 862 metros.
- Latitud: 03º 37' 30" S

longitud 3892.12

## Información general
Posee un hermoso parque central, el cual es considerado uno de los mejores parques de la provincia por el singular diseño en la forma de sus árboles. 
Para recibir a los turistas existen varios hoteles, como son: Hotel Damerf, Hotel Estrella del Oriente, Hotel Central, Ostatus Hotel y Hotel Coralito. Existen también restaurantes, hosterías como el Parador Turístico Amhalu para degustar la gastronomía local.

## Turismo
Alrededor de la cabecera cantonal se encuentran las principales atracciones turísticas del cantón, como son:
La Reserva Natural de Achales es una reserva natural, a 5 km de El Pangui. Se encuentra ubicada en un valle delimitado por pequeñas colinas, y desde las cordilleras adyacentes se puede admirar la reserva y el valle en toda su grandeza. Su nombre lo debe a las plantas de achos, que son unas palmeras de más de 30 m., cuyos frutos sirven de alimento para personas y animales. 
El barrio Manchinatza Bajo es un barrio de la etnia Shuar que se encuentra a 8 km de El Pangui. A sus orillas se puede observar potreros; cultivos como huertos y plantaciones de yuca, chonta, árboles frutales; y el valle delimitado por suaves colinas, que todavía cuenta con bosques primarios. 
Desde sus orillas en el río Zamora se tiene una buena opción para la navegación fluvial en canoa, un recorrido que depende de la decisión del visitante. Si va al sur a unos pocos kilómetros o puede prolongar el trayecto de 30 km. hasta la parroquia Los Encuentros e incluso adentrarse al río Nangaritza. Por el contrario si va al norte llegará al Remolino de El Pangui, que es un remanse de más de 100 m de ancho y se encuentra en la entrada de un cañón natural cortado abruptamente. Desde el remolino a través de un sendero de 4 km, que puede acortarse se llegará a la Cascada de Ichanni. 
La Cascada de Ichanni, se encuentra a pocos kilómetros del Remolino de El Pangui; y es una caída de agua de casi 50 m de alto formada por pequeñas cascadas que terminan en un gran salto de más de 50 m de altura que al caer forman pequeñas lagunas de agua café oscuro que contrastan con el fondo blanco.
La cascada de San Roque, se encuentra a 9 kilómetros desde El Pangui y a 1 km desde el centro de San Roque. Se caracteriza porque su agua es negra, hay un sendero que facilita el acceso.